# 菲利普·希路普
菲利普·希路普（丹麥語：Philip Seerup，1997年9月12日—），丹麥男子羽毛球運動員。

## 簡歷
2016年11月，菲利普·希路普與伊琳娜·阿美莱·安德森合作出戰芬蘭羽毛球國際賽混合雙打項目，在決賽中以1-3的成績（6-11、14-12、7-11、13-15）不敵芬蘭選手安东·凯斯提/珍妮·奈斯特伦組合，屈居亞軍。

## 主要比賽成績
只列出曾進入準決賽的國際賽事成績：
| 年份   | 賽事                 | 公開賽級別 | 項目     | 拍檔                 | 成績   |
| ------ | -------------------- | ---------- | -------- | -------------------- | ------ |
| 2015年 | 保加利亞羽毛球公開賽 | 國際系列賽 | 混合雙打 | 伊琳娜·阿美莱·安德森 | 準決賽 |
| 2016年 | 芬蘭羽毛球國際賽     | 國際系列賽 | 男子雙打 | 米克尔·斯托弗森      | 準決賽 |
| 2016年 | 芬蘭羽毛球國際賽     | 國際系列賽 | 混合雙打 | 伊琳娜·阿美莱·安德森 | 亞軍   |
| 2017年 | 匈牙利羽毛球國際賽   | 國際挑戰賽 | 男子雙打 | 乔尔·叶佩            | 亞軍   |
| 2017年 | 挪威羽毛球國際賽     | 國際系列賽 | 男子雙打 | 乔尔·叶佩            | 冠軍   |
| 2018年 | 芬蘭羽毛球公開賽     | 國際挑戰賽 | 男子雙打 | 乔尔·叶佩            | 準決賽 |
| 2019年 | 荷蘭羽毛球國際賽     | 國際系列賽 | 男子雙打 | 耶斯珀·托夫特        | 準決賽 |

| 2007-2017年 | 首要超級賽 | 超級賽 | 黃金大獎賽 | 大獎賽 | 國際挑戰賽 | 國際系列賽 | 未來系列賽 | 其他 |

| 2018-2026年 | 總決賽 | 超級1000賽 | 超級750賽 | 超級500賽 | 超級300賽 | 超級100賽 | 國際挑戰賽 | 國際系列賽 | 未來系列賽 | 其他 |